# Severinstorburg

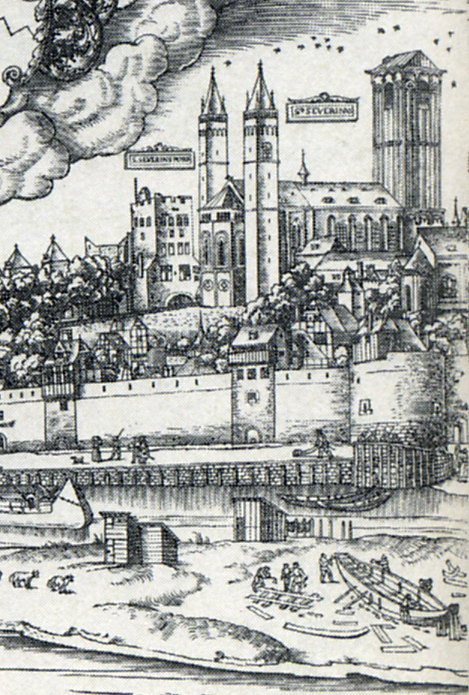
St. Severin und Severinstorburg – Ausschnitt aus Anton Woensams „Große Ansicht von Köln“ (1531)

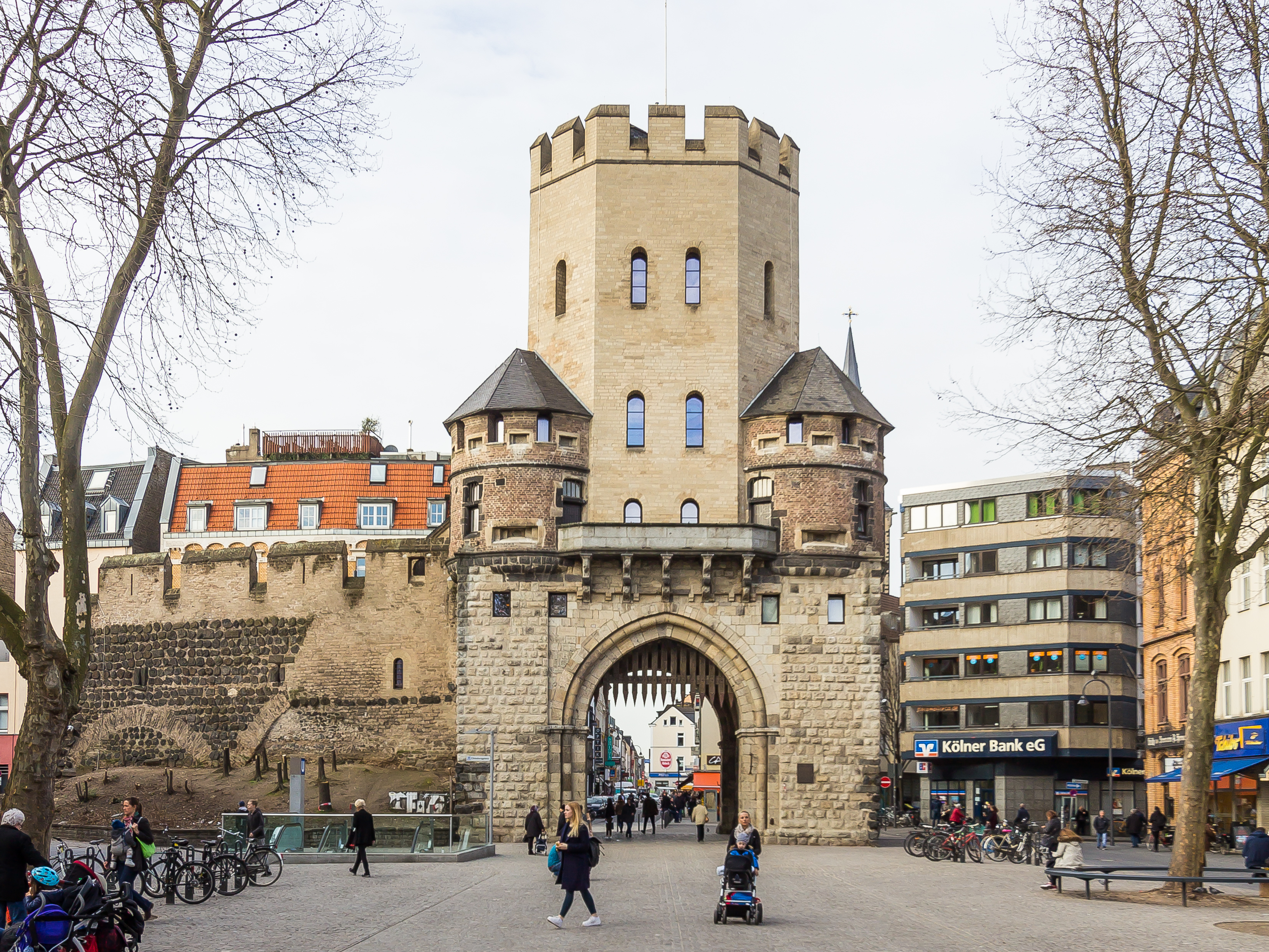
Torburg nach Umgestaltung des Chlodwigplatzes

Die Severinstorburg (nach der Pfarrei St. Severinus benannt; der hl. Severin war Bischof in Köln und soll an der Severinsstraße begraben sein), im Mittelalter auch „Porta (Sancti) Severini“, später Severinsportz(en), Severinspforte, auf Kölsch Vringspooz oder einfach Severinstor genannt, ist eine von vier (neben Eigelsteintor, Hahnentor und Ulrepforte) erhalten gebliebenen Stadttorburgen der mittelalterlichen Stadtmauer von Köln, sie ist neben St. Severin das Wahrzeichen des Severinsviertels in Köln und ein exzellentes Beispiel mittelalterlicher Befestigungsbaukunst.

## Aufbau und Geschichte
Etwa in der ersten Hälfte des 13. Jahrhunderts wurde das Severinstor als schwere Turmtorburg mit asymmetrischem sechseckigem Turmaufbau mit zinnenbewerter Dachplattform aus Tuffsteinen errichtet. Der über der Grundmauer (rechteckiger Sockel mit Tordurchgang) vierstöckige Torturmaufbau schließt bündig mit dem Sockelbau stadtseitig ab, zwei Seiten weisen in Richtung Maueransätze, drei zur Feldseite. Über dem Portal existierte um den Hauptturm als Abschluss des Sockelbaus eine dreiseitig mit einer Zinnenmauer abgeschlossene Kampfplattform, die ein Überzimmer trug. Später wurde diese Plattform seitlich entfernt und feldseitig durch zwei kleine, zweistöckige Flankentürme (Eckwarten) ersetzt, ursprünglich mit Zinnen, seit dem 17. Jahrhundert mit aufgesetzten Kegelhelmen versehen – vergleichbar mit dem Ehrentor. Sie dienten der direkten Verteidigung des Toreingangs. Es sicherte die wichtige Straße in den Süden des Reiches nach Bonn und galt als bedeutender strategischer Standpunkt, denn es schützte zudem mehrere Klöster.
Die Severinstorburg war eines der Repräsentationstore Kölns während des Mittelalters. Hochgestellte Adlige, Prinzen, Prinzessinnen und Könige wurden dort mit Reitturnieren und Minnespielen adäquat empfangen und gefeiert. So begrüßte Köln 1235 Prinzessin Isabella von England, Gattin des Hohenstaufen-Kaisers Friedrich II., am Severinstor. 1327 wurde hier vom späteren Kaiser Ludwig IV. dem Bayern und seiner Gattin Margarethe von Holland ein achttägiges Turnier eröffnet.
Um das 15. Jahrhundert herum wurden zusätzlich noch Geschützkammern zugefügt, später erfolgte eine zeitweise Verkleinerung der Torpassage.

### Schmitz-Backes

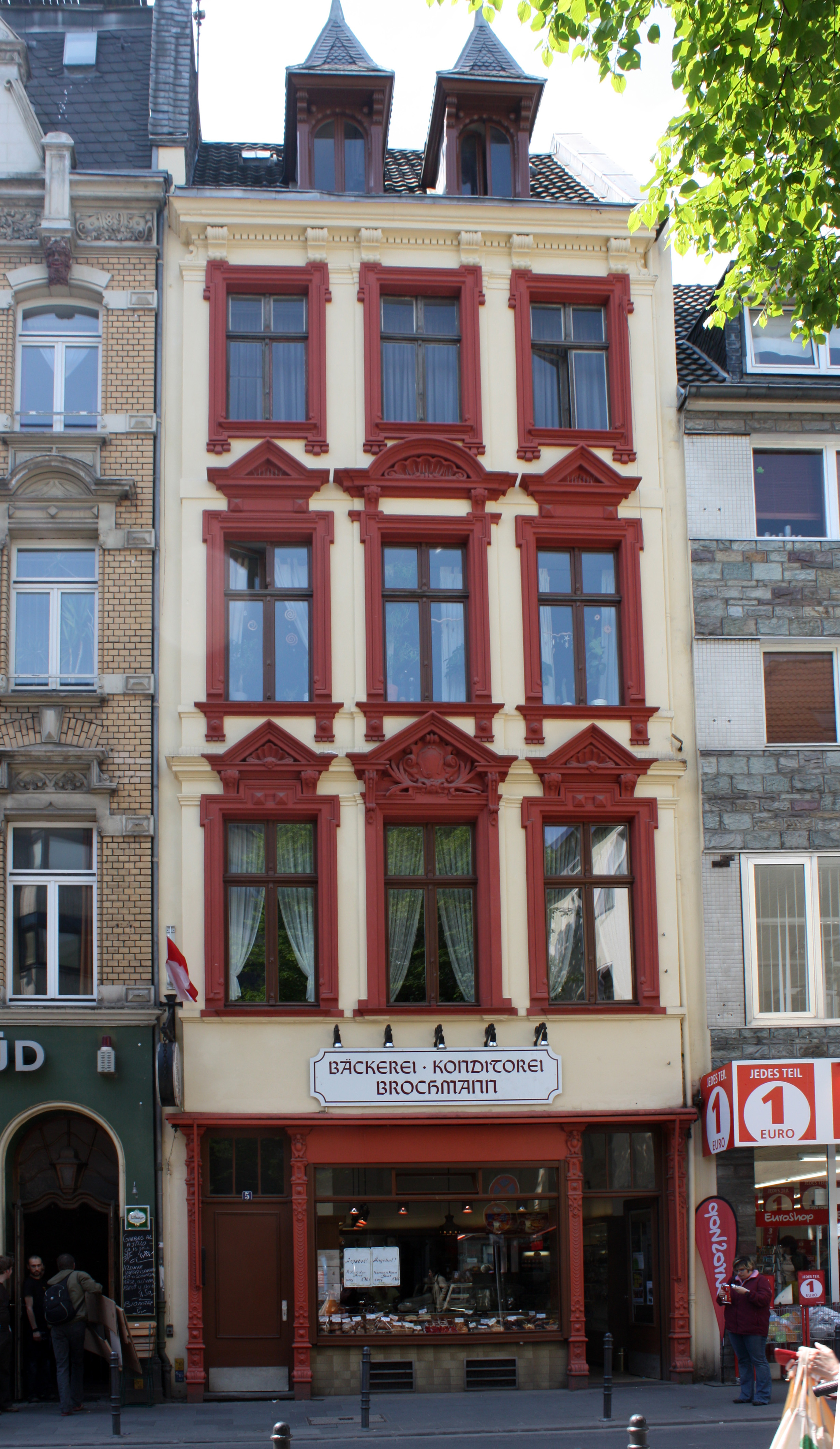
Stammhaus Schmitz-Backes

An der Severinstraße 5, stadteinwärts unmittelbar vor dem Severinstor, lag das „Backes“ (Backhaus, Bäckerei) Schmitz, das bei einer historisch nicht belegten und zeitlich nicht bestimmbaren Bestrafungspraxis eine wichtige Rolle gespielt haben soll. Wem nicht die Todesstrafe drohte, musste von der Hacht beginnend einen hölzernen Mantel („Huick“) bis zum „Backhaus Schmitz“ tragen. Hier angekommen war die Strafe überstanden, wonach die Delinquenten entweder aus der Stadt geführt oder ins Bonner Spinnhaus gebracht wurden. Verbrecher, die zum Staupenschlag verurteilt worden waren, trieb man vom Gefängnis im Frankenturm die Severinstraße hinab. Erst hinter dem Schmitz-Backes endete die schmerzhafte Bestrafung, falls der Delinquent sie lebend überstand und durch das Severinstor die Freiheit erreichte. Bis heute zeugt das kölsche Sprichwort „Du bes noch nit lans Schmitz-Backes“ (Du bist noch nicht am Schmitz-Backes vorbei) davon, was soviel bedeutet wie, dass sich jemand noch nicht außer aller Gefahr befindet. An der Stelle befindet sich auch heute noch eine Bäckerei, die als Schmitz-Backes bezeichnet wird. Mindestens seit 1797 existierte an dieser Stelle tatsächlich ein Backhaus (Backes) Schmitz.

### Nach dem Ende der Stadtmauer
Nach der Schleifung der Stadtmauern 1881 beherbergte das Tor ein Naturkundemuseum, später ein Hygienemuseum. In der Zeit des Nationalsozialismus beheimatete der Turm die Kölner Hitler-Jugend. 1979 wurde es zu einem Bürgerzentrum umgebaut, in dem man Räume anmieten kann. Das Reiter-Korps Jan von Werth spielt jedes Jahr zu Weiberfastnacht die Sage des Jan von Werth vor dem Severinstor nach.
Bei Erdarbeiten für die Nord-Süd-Strecke der U-Bahn wurden im Juli 2005 die Grundmauern des „Bollwerks“ vor der Severins-Torburg gefunden. Diese Festungsanlage, in der zweiten Hälfte des 15. Jahrhunderts errichtet und eine der modernsten ihrer Zeit, erhielt später den Namen „Bastion II St. Severin“. Das Bollwerk wurde um 1474 in Erwartung eines Angriffes der Truppen des burgundischen Herzogs Karl der Kühne zum Schutz des Severinstores errichtet. Der Herzog wollte Erzbischof Ruprecht beistehen, der sich als Herrscher Kölns sah und die Selbständigkeit der Stadt in Frage stellte. Dieser modernisierte angesichts der Kriegsgefahr die Stadtmauern. Das vor dem Stadttor errichtete Bollwerk sollte das Tor vor Artilleriefeuer schützen. Köln wurde damals nicht angegriffen und aufgrund seiner Rolle im „Neusser Krieg“ (1474–1475) von Kaiser Friedrich III. das Reichsstadtprivileg verliehen. Im Zuge der Stadterneuerung des 19. Jahrhunderts wurde die Bastion abgerissen und der untere Teil zugeschüttet. Die mit 4,50 Meter starken Mauern errichtete Anlage war 20 Meter lang und 16 Meter breit. Die ausgegrabenen Grundmauern will die Stadt Köln abreißen und in der Nähe des ursprünglichen Standortes erneut errichten.
Traditionell beginnt der Kölner Rosenmontagszug mit der Fahrt durch das Severinstor. 
Eine Sage erzählt von einer Juffer vom Severinstor.
Heute ist die Severinstorburg offizieller Trauort der Stadt Köln. Die Räumlichkeiten – Bürger- und Severinsstube sowie der Turmsaal – können für private Feiern gemietet werden.
Seit Mai 2023 beheimatet die Severinstorburg den Karnevalsverein „KG Ponyhof e. V.“ als Vereinsheim und dient als deren Hofburg.

## Weitere Torburgen
Neben dem Severinstor gibt es heute noch die Eigelsteintorburg und die Hahnentorburg. Im Gegensatz zu diesen sind am Severinstor noch mehrere Meter der anschließenden Stadtmauer erhalten. Ein viertes erhaltenes Tor ist die Ulrepforte, auch Karthäuser Mühle genannt.
Von ähnlichem Typ war das 1882 abgerissene Ehrentor (lat. „Porta Aerea“ (lat. = Erztor), benannt nach dem Westtor der römischen Stadtbefestigung, dann E(h)renportz(en), „Porta Honoris“, auf Kölsch „Ehrepooz“) im Westen der Stadtmauer mit der Straße nach Maastricht, nördlich der Hahnentorburg. Es hatte jedoch im Gegensatz zum sechsseitigen Severinstorturm einen mächtigen symmetrischen Achteckturm mit zwei feldseitig vorgebauten Halbrundtürmen und einem Überzimmer dazwischen, deren rechter später überdacht wurde. Das Severinstor hatte an dieser Stelle später seine beiden Wehrerker. Als Besonderheit wies die Ehrenpforte eine ursprünglich große Durchfahrt auf, die aus einer Hauptpassage für Fuhrwerke und einem parallel verlaufenden Fußgängerzugang bestand. Es erfuhr jedoch bis zu seinem Abriss 1884 verschiedene Umbauten wie Abtragung der oberen Etage, Aufsetzen von Kegeldächern und Verkleinerung des Tordurchganges. Mit dem nördlich davon gelegenen und ebenfalls abgerissenen Friesentor („Porta Frisorum“), das keinerlei Eckwarten oder Vortürme besaß, sondern auf einem sechsseitigen Zentralbau einen vierseitigen, feld- und stadtseitig bündigen zweistöckigen Aufbau aufwies, und dem Severinstor gehörte es zu Kölns einzigen Torburgen, die nicht als Doppelhalbrundturmtore ausgelegt waren, sondern einen zentralen Haupttorturm aufwiesen. Seine beiden Vortürme waren deutlich kleiner als die Doppelhalbrundtürme der anderen Tore.

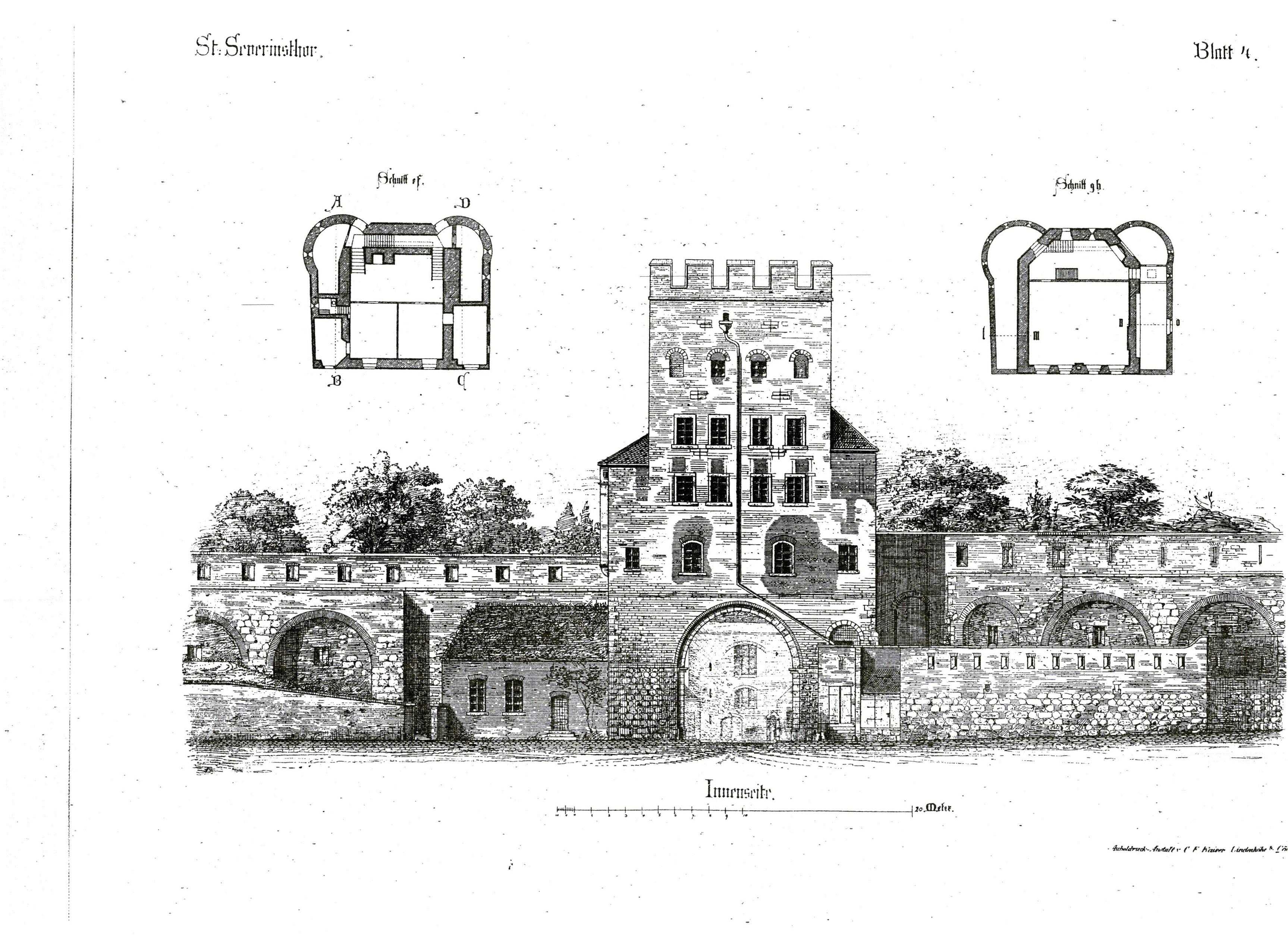
Severinstorburg aus C. F. Kaiser, Cölner Thorburgen und Befestigungen: 1180 - 1882, 1884, Blatt 4
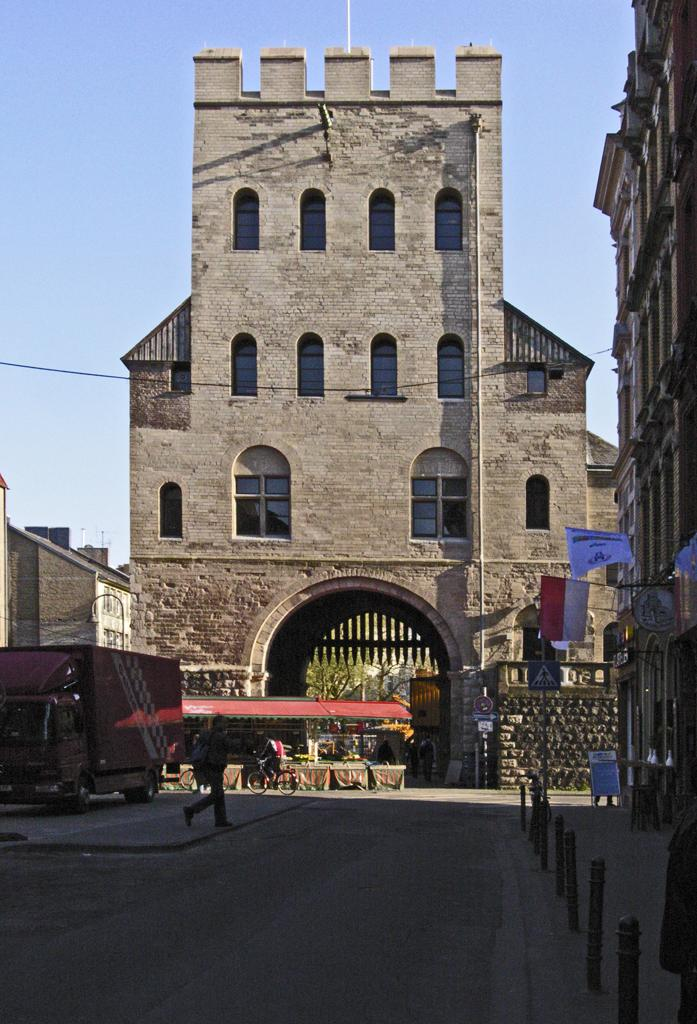
Köln, Severinstorburg, Stadtseite
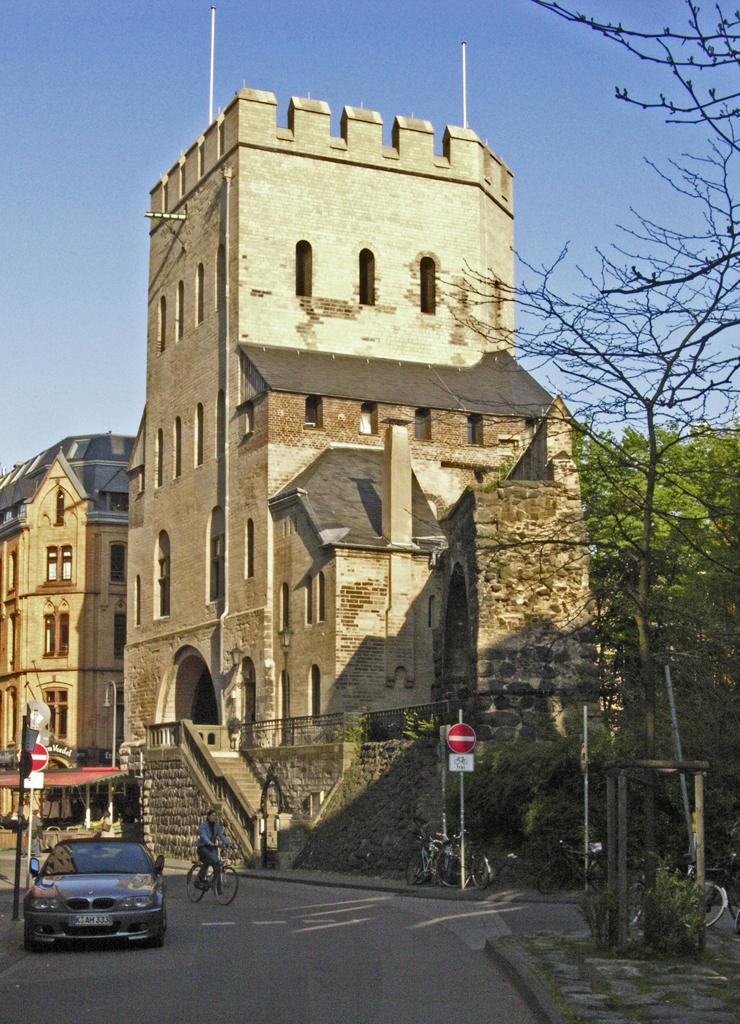
Köln, Severinstorburg, von Westen gesehen
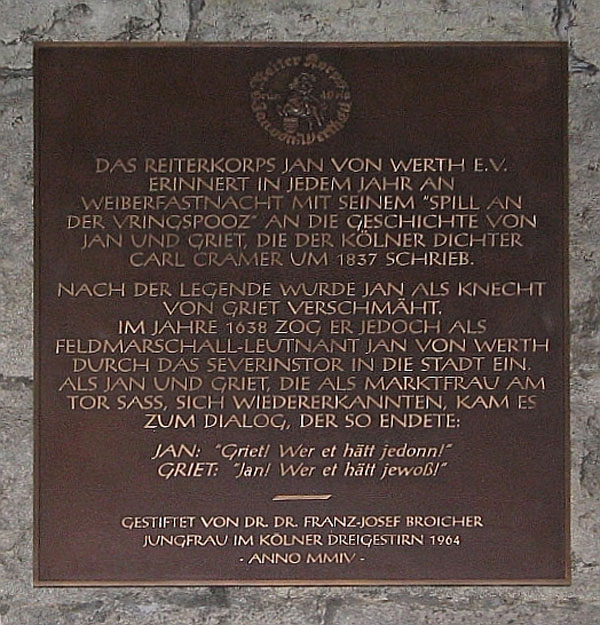
Schild an der Severinstorburg mit der Sage des Jan von Werth
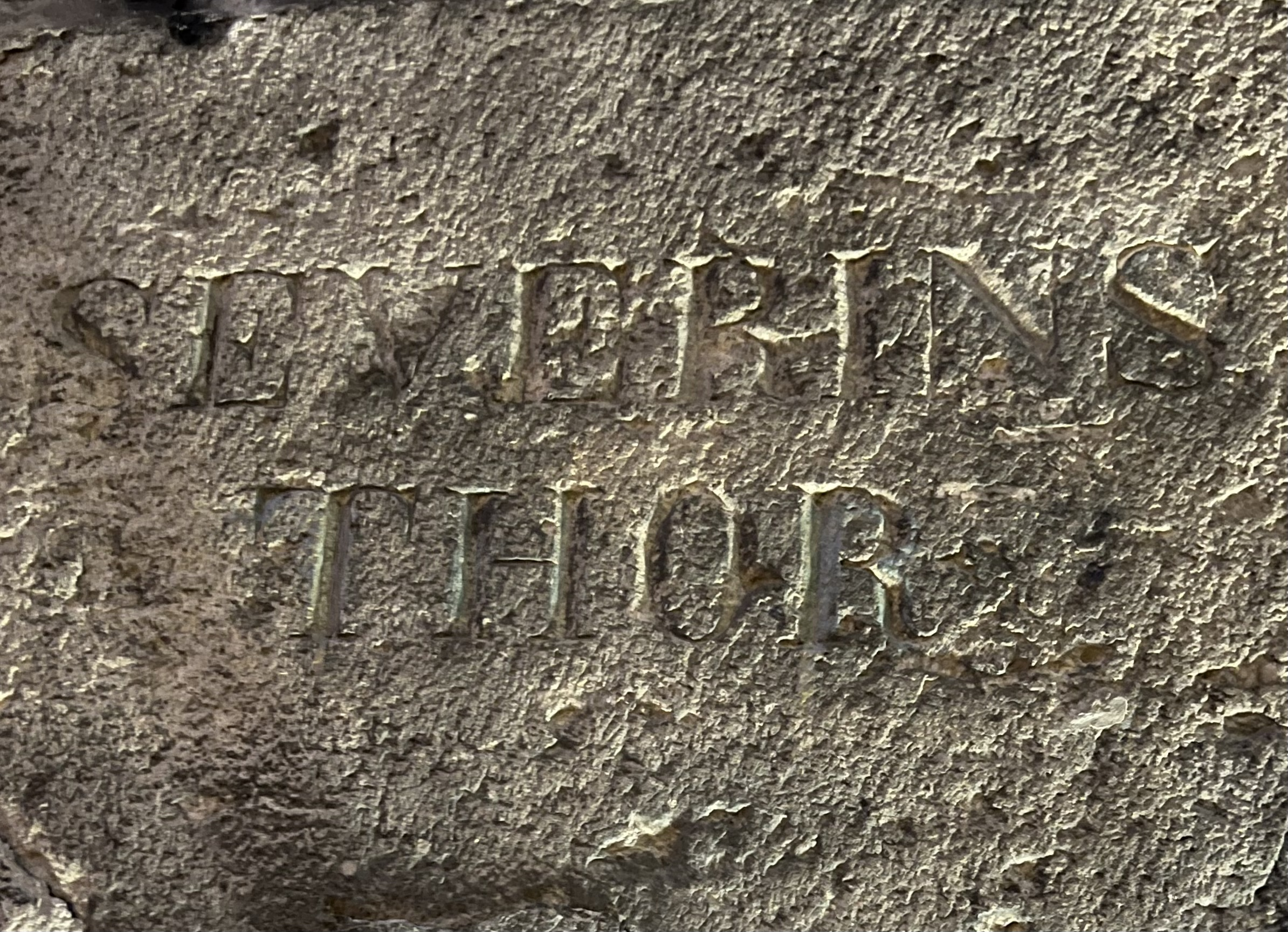
Inschrift im Torbogen